# Willem Mellaerts
Guilielmus Franciscus Mellaerts (Borgerhout, 23 november 1798 - aldaar, 12 maart 1850). Hij was makelaar van beroep. Nadat de Kamer van Volksvertegenwoordigers, op 13 mei 1836, de wet had goedgekeurd waarbij Deurne en Borgerhout tot zelfstandige gemeenten werden opgericht, en na de verkiezingen van 13 september 1836, werd Willem Mellaerts op 14 november 1836 de eerste burgemeester van de zelfstandige gemeente Borgerhout en bleef dit tot aan zijn overlijden op 12 maart 1850. Onder zijn bewind bekwam Borgerhout een eigen kerk op het Laar (1843), een gemeentewapen (1841), een eigen begraafplaats (1844) en tal van nieuwe straten en bestratingswerken. Op 7 augustus 1850 werd hij opgevolgd door Godfried Marée.